# Helius impensus
Helius impensus är en tvåvingeart som beskrevs av Alexander 1967. Helius impensus ingår i släktet Helius och familjen småharkrankar. Inga underarter finns listade i Catalogue of Life.